# Eleccions legislatives d'Israel de 1961
Les eleccions legislatives d'Israel de 1961 se celebraren el 15 d'agost de 1961 per a renovar els 120 membres de la Kenésset. El Mapai fou el partit més votat i David Ben-Gurion fou nomenat primer ministre d'Israel en un govern de coalició amb Ahdut ha-Avodà, Partit Nacional Religiós, Poalé Agudat Israel, i les llistes satèl·lit àrabs.
Ben-Gurion va dimitir el 1963 per divergències internes amb el partit i fou succeït per Leví Eixkol. A final de la legislatura, Herut i el Partit Liberal s'uniren per a formar Gahal, partit de dretes que serà l'origen del Likkud.

## Resultats
|                                  |                            |           |       |        |        |
| ← Eleccions a la Kenésset, 1961→ |                            |           |       |        |        |
|                                  | Candidatura                | Vots      | %     | Escons | Escons |
| 1961                             | Candidatura                | Vots      | %     | Dif.   |        |
|                                  | Mapai                      | 349.330   | 34,7% | 42     | -5     |
|                                  | Herut                      | 138.599   | 13,8% | 17     | =      |
|                                  | Partit Liberal             | 137.255   | 13,6% | 17     | -      |
|                                  | Partit Nacional Religiós   | 98.786    | 9,8%  | 12     | =      |
|                                  | Mapam                      | 75.654    | 7,5%  | 9      | =      |
|                                  | Ahdut ha-Avodà             | 66.170    | 6,6%  | 8      | +1     |
|                                  | Partit Comunista Israelià  | 42.111    | 4,2%  | 5      | +2     |
|                                  | Agudat Israel              | 37.178    | 3,7%  | 4      | =      |
|                                  | Poalé Agudat Israel        | 19.428    | 1,9%  | 2      | =      |
|                                  | Cooperació i Germandat     | 19.342    | 1,9%  | 2      | =      |
|                                  | Progrés i Desenvolupament  | 16.034    | 1,6%  | 2      | =      |
|                                  | Progrés i Treball          | 3.561     | 0,4%  | 0      | -      |
|                                  | Llista Religiosa Sefardita | 3.181     | 0,3%  | 0      | -      |
|                                  | Total (participació 79,0%) | 1.006.964 | 100%  | 120    | -      |

1. ↑   Es compara el resultat amb els escons que obtingueren per separat els partits Sionistes Generals i Partit Progressista.
2. 1 2   Es compara el resultat amb els escons que obtingueren en les anteriors eleccions integrats a la llista Front Religiós de la Torà.